# Castianeira amoena
Castianeira amoena is een spinnensoort uit de familie van de loopspinnen (Corinnidae).
De wetenschappelijke naam van de soort werd in 1841 als Corinna amoena gepubliceerd door Carl Ludwig Koch.